# Onoclea intermedia
Onoclea intermedia là một loài thực vật có mạch trong họ Woodsiaceae. Loài này được (C. Chr.) M. Kato, T. Suzuki & Nakato miêu tả khoa học đầu tiên năm 1991.